# Kilianstollen

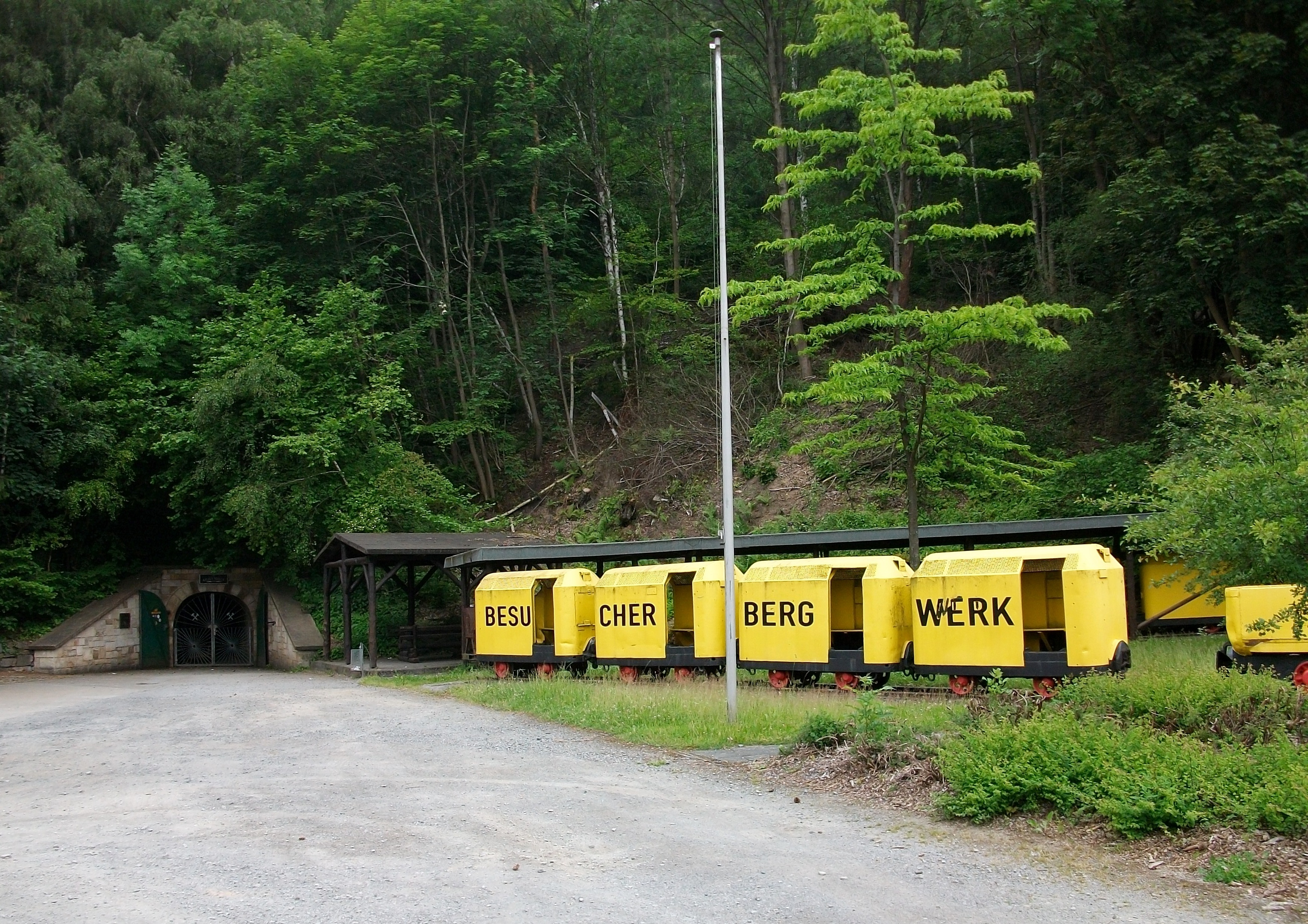
Eingang des Kilianstollens

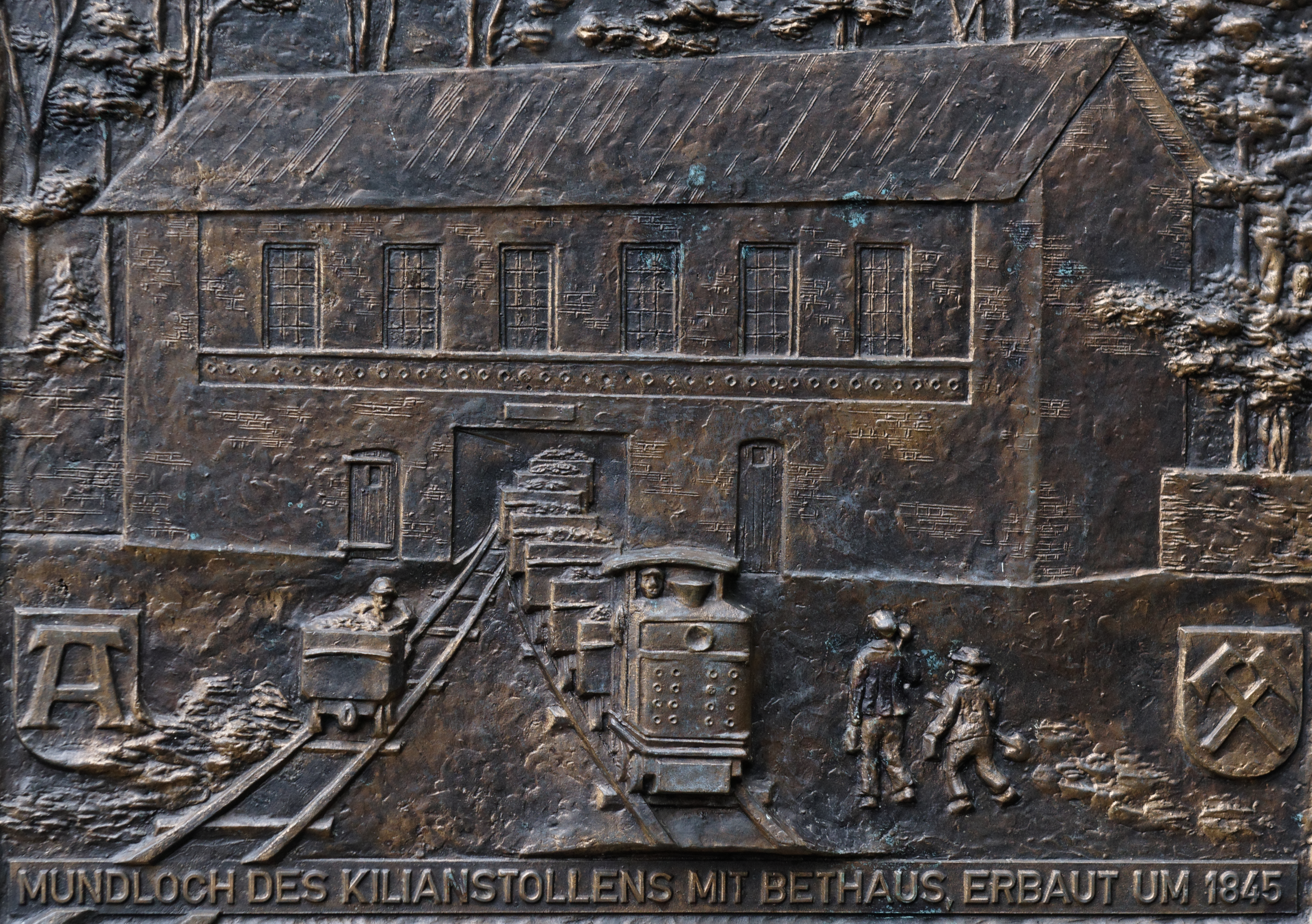
Gedenkplatte am Eingang des Kilianstollens

Der Kilianstollen ist ein Besucherbergwerk in Marsberg (Hochsauerlandkreis). Das Besucherbergwerk wurde 1984 in einem stillgelegten Kupferbergwerk eingerichtet.

## Geschichte des Marsberger Kupferbergbaus

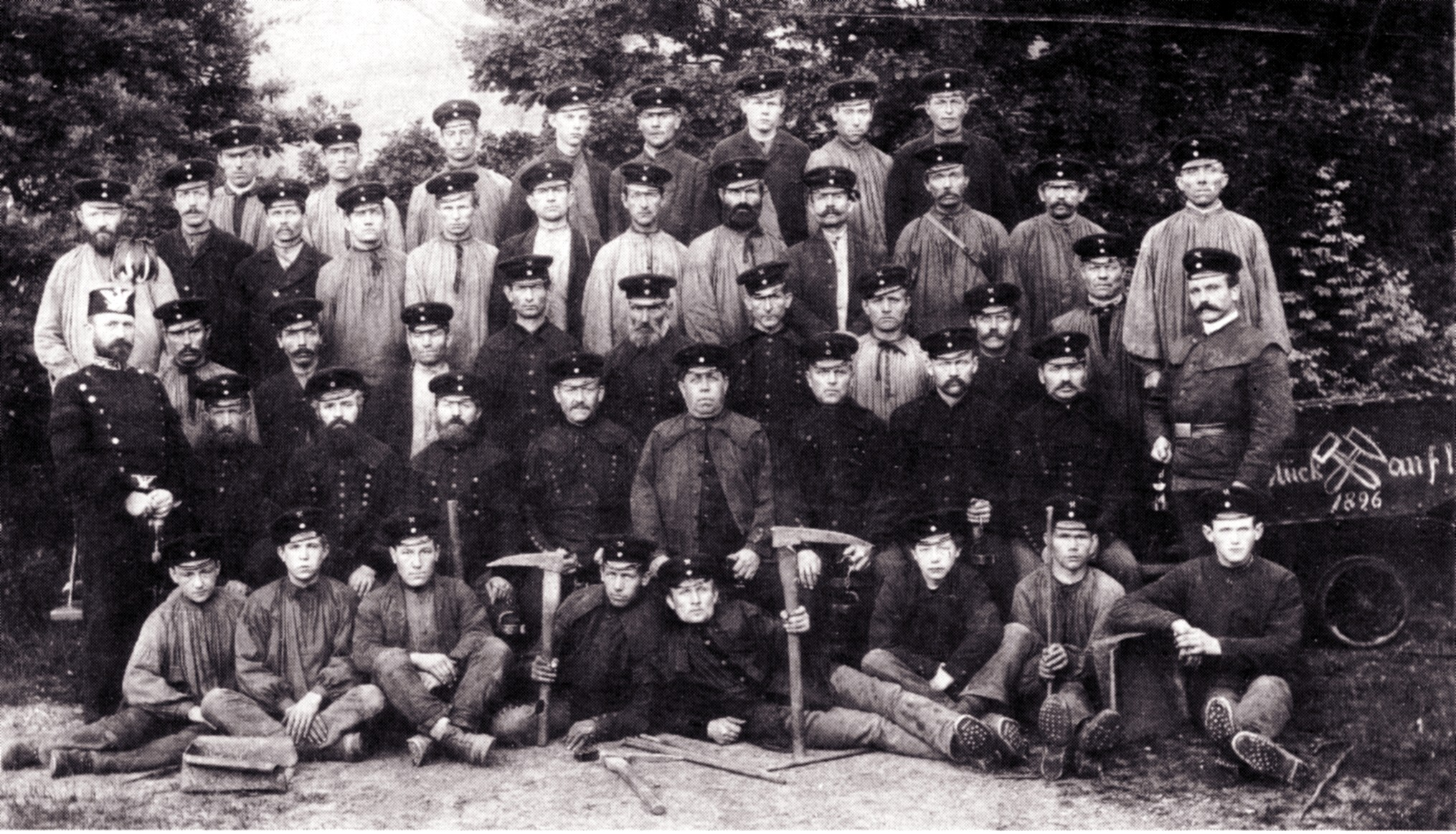
Bergleute der Stadtberger Gewerkschaft 1896

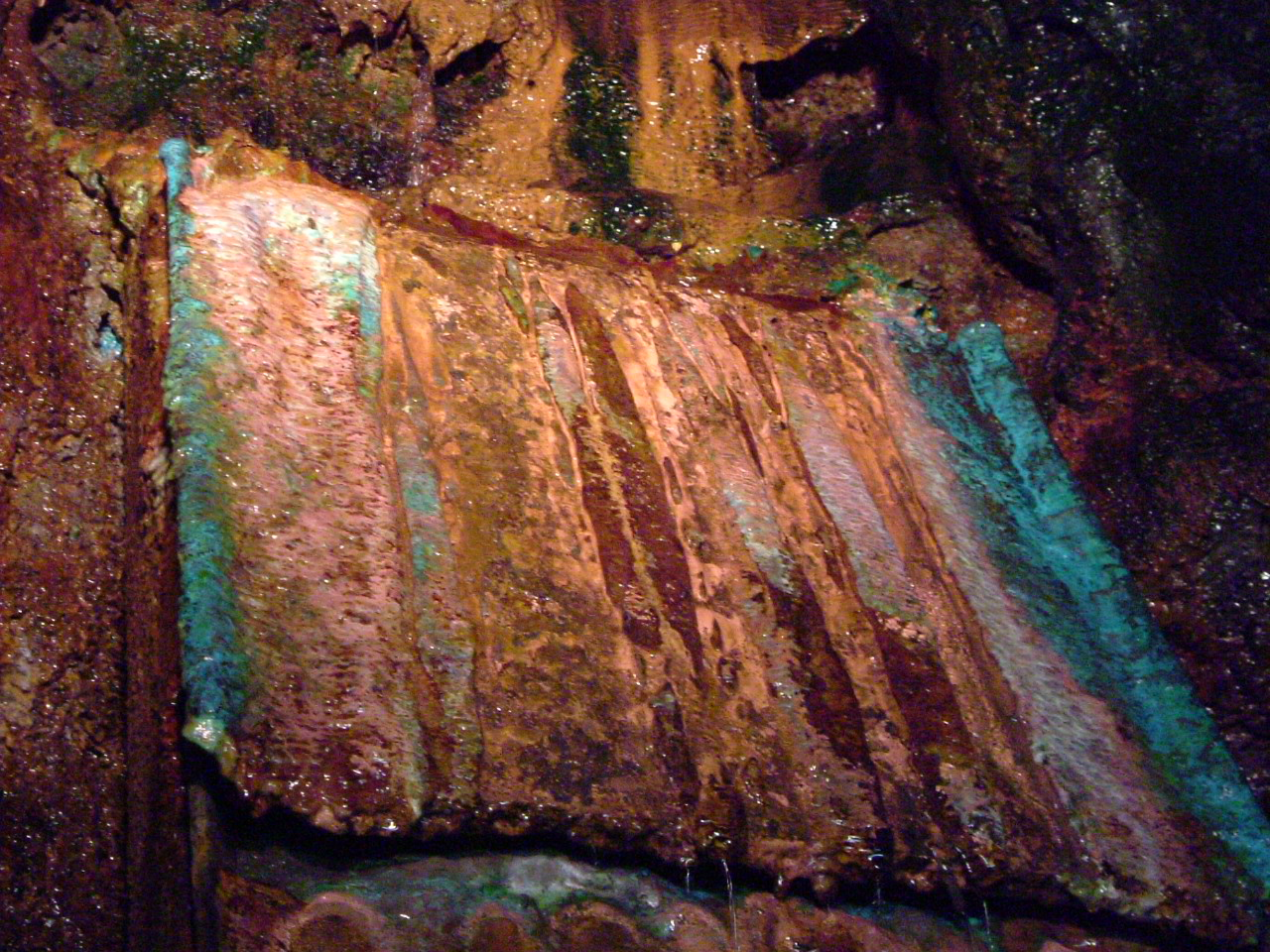
Kupferzementation über Eisenplatten

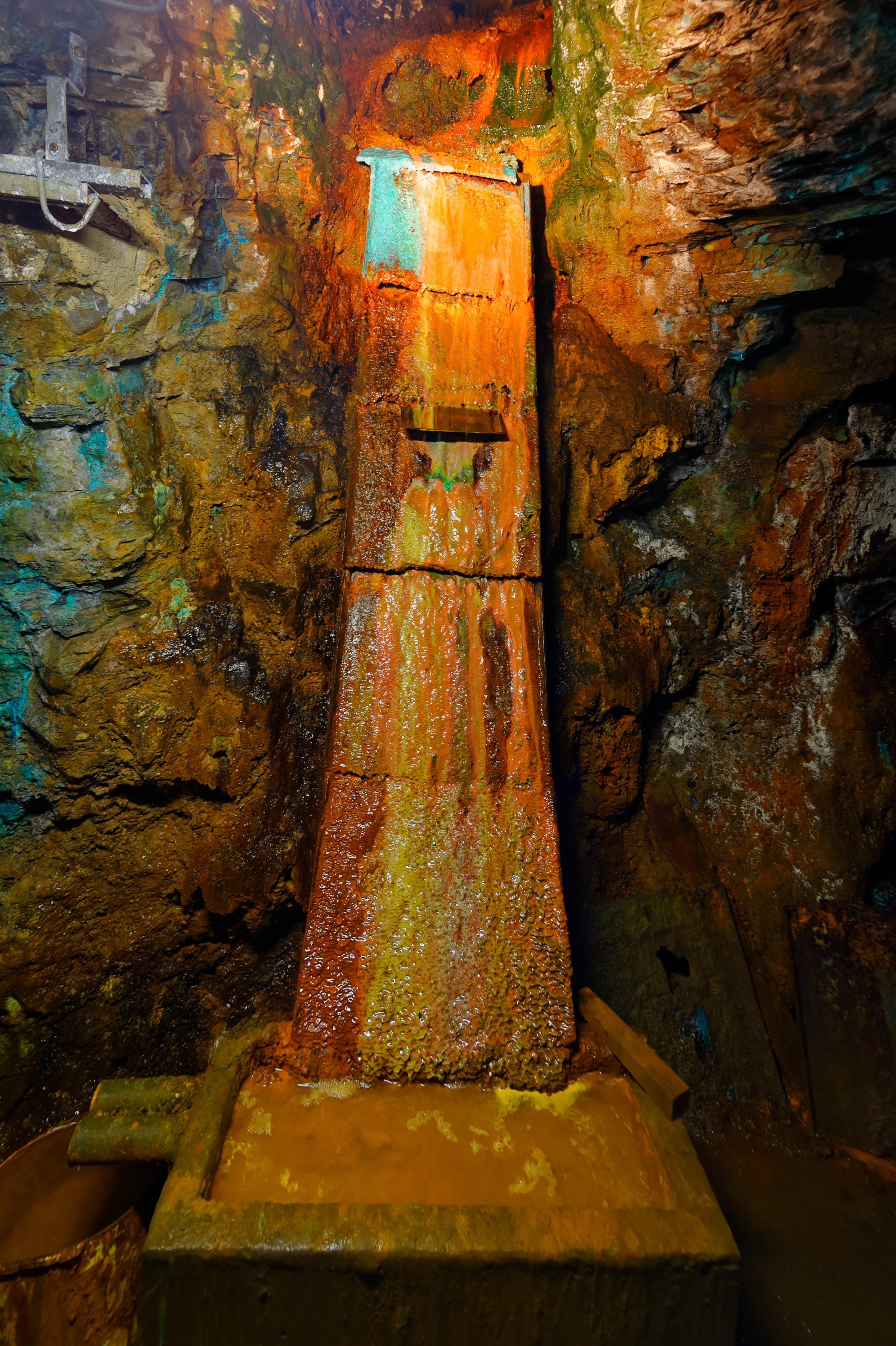
Gesamtüberblick über die Entkupferung bis zum Auffangbecken

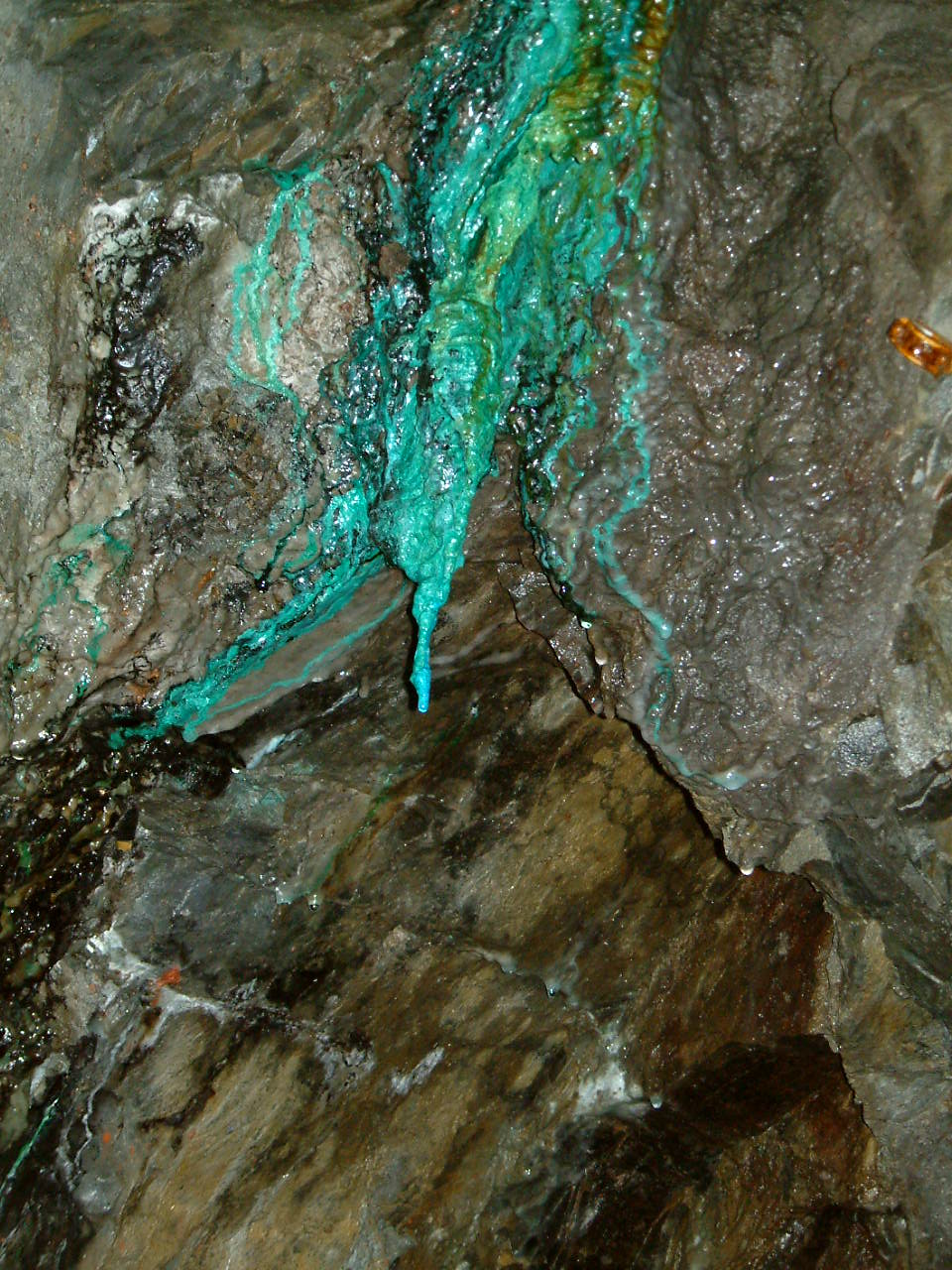
Sekundäre Kupfermineralisation im Kilianstollen

Der Bergbau ging in der Region Marsberg seit mindestens dem 12. Jahrhundert auf Schiefer und Erze um. Im 19. Jahrhundert erreichte er seinen Höhepunkt. Ein im Jahr 900 vom Kloster Corvey verliehenes Münzrecht weist darauf hin, dass hier vermutlich bereits seit dem späten 8. Jahrhundert Kupfer abgebaut und als Münzmetall verwendet wurde. 1150 verlieh Konrad III. (HRR) an Wibald von Stablo das Recht, im Eresberg nach Kupfer, Gold, Silber, Blei und Zinn zu schürfen.
Bis zum 16. Jahrhundert wurden vorwiegend oberflächennahe Kupfererze („Rückenerze“) abgebaut. Der Abbau von Erzen in größeren Teufen scheiterte an der unzureichenden Wasserhaltung. Die wenigen primitiven Schächte wurden bei Starkregen und Schneeschmelzen regelmäßig überflutet, was größtenteils zur Einstellung des Bergbaus führte.
Erst nach der Gründung von Gewerkschaften wurde 1650 mit dem Tiefbau begonnen. Anfang des 18. Jahrhunderts kam der Bergbau um Marsberg aufgrund kriegerischer Unruhen und Brennstoffknappheit zum Erliegen. Zahlreiche Versuche des preußischen Staates, den Bergbau wiederzubeleben, scheiterten meist schon nach kurzer Betriebszeit. Einen wirtschaftlichen Aufschwung erfuhr der Erzbergbau, als 1834 die „Stadtberger Gewerkschaft“ den Bergwerks- und Hüttenbetrieb übernahm. Sie wurde 1872 in eine AG umgewandelt und führte bis zu ihrer Liquidation 1930 den Bergbaubetrieb. Eine erste Blütezeit erreichte der Marsberger Kupferbergbau im Jahr 1863, als mit etwa 200 Bergleuten 48830 t Erz gefördert wurden. 1912 konnte die Kupfer-Jahresförderung auf 52.793 t gesteigert werden. Inflation, Schwankungen im Weltmarktpreis und Kapitalverlust Ende der 1920er Jahre führten zur Einstellung des Bergbaus. 1935 wurde der Bergbau- und Hüttenbetrieb mit Hilfe von staatlichen Subventionen unter Führung der Vereinigten Deutschen Metallwerke AG wiederaufgenommen. Nach dem Zweiten Weltkrieg erlosch 1945 der Betrieb endgültig.

## Kieselrot-Problematik
In den 1930er Jahren wurde in Marsberg ein neues Verhüttungsverfahren, die chlorierende Röstung eingesetzt, das in der Folgezeit zu erheblichen Umweltproblemen führte. Zur Steigerung der Erzausbeute wurde dem Roherz 8 % Natriumchlorid zugesetzt. Bei höheren Brenntemperaturen reagiert das Chlor mit der organischen Substanz, die im unterkarbonischen Alaunschiefer (etwa 2–10 %) vorhanden ist. Die entstehenden Verbindungen gehören zu den chlorierten Kohlenwasserstoffen, unter anderem zur Gruppe der Dioxin- und Furanverbindungen. Die während der letzten Betriebsjahre angehäuften Halden mit Kieselrot wurden noch bis 1968 verkauft. Insgesamt wurden etwa 400.000 t dieses Abfallproduktes als „Hüttensplitt“ vermarktet. Er wurde auf vielen westdeutschen Sportplätzen verwendet. 1991 wurde bei Messungen auf Bremer Sportplätzen eine starke Dioxin- und Furanbelastung festgestellt. Der Gehalt an Dioxinen und Furanen überstieg die zulässigen Grenzwerte zum Teil um das zehntausendfache.

## Schaubergwerk Kilianstollen

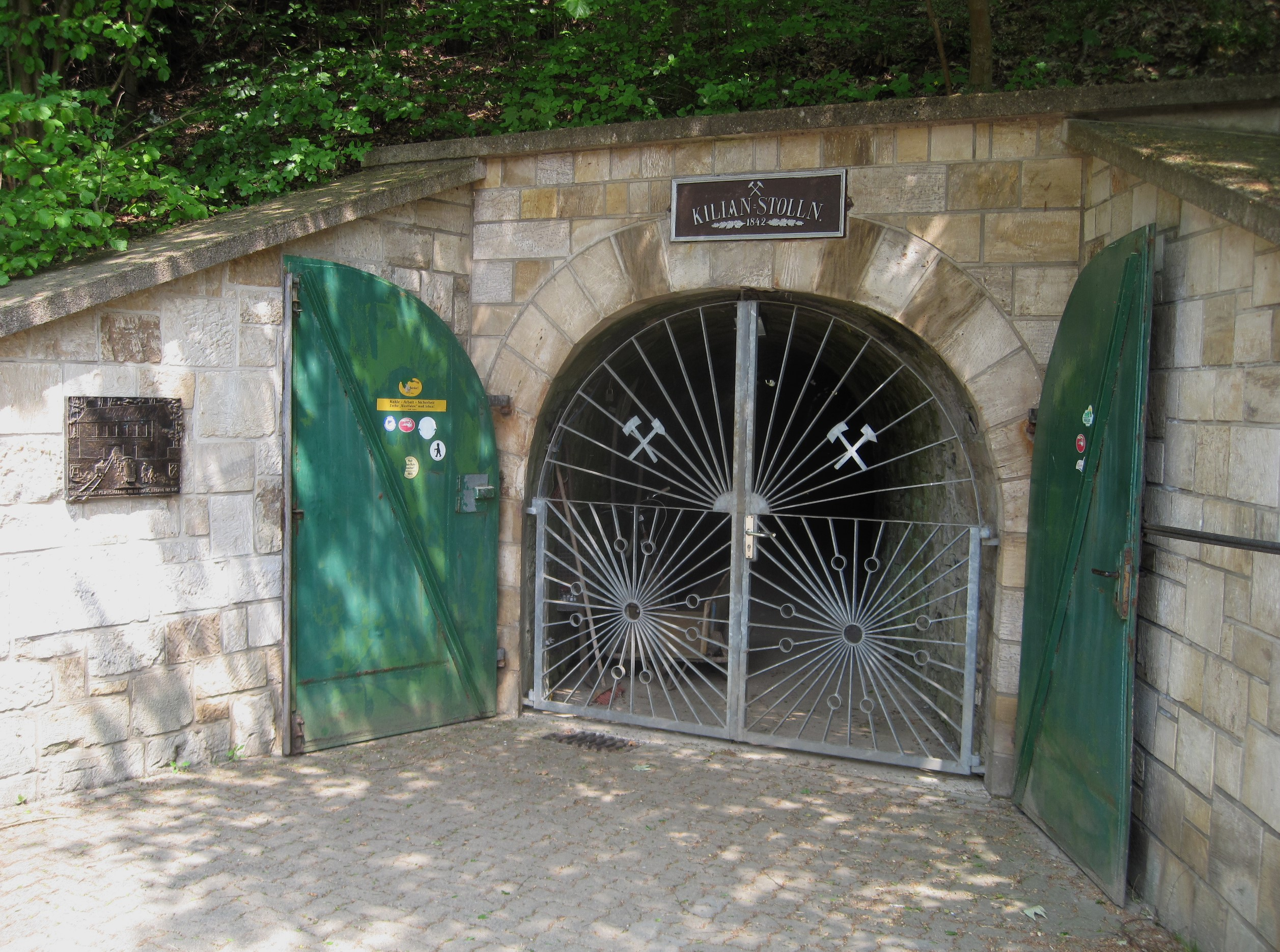
Eingang zum Schaubergwerk und Heilstollen

Nach dreijähriger Aufräum- und Ausbauphase wurde das Schaubergwerk 1984 durch den Marsberger Heimatbund der Öffentlichkeit wieder zugänglich gemacht. Von April bis Oktober finden regelmäßig Führungen statt. Im Kilianstollen sind Gesteine des Oberdevons bis Unterkarbons vollständig aufgeschlossen. Neben einem Überblick über die Geologie und den Kupferbergbau in der Marsberger Region wird besonderes Augenmerk auf die Aufbereitung der kupferhaltigen Lösungen gelegt.

## Heilstollen Marsberg
Im Sommer 2013 wurde der Heilstollen Marsberg eröffnet. Bei einer Lufttemperatur von 10 °C und einer relativen Luftfeuchtigkeit von 98 % ist die Atemluft nahezu staub- und allergenfrei. Der Heilstollen liegt einige Meter im Bergwerk Kilianstollen.